# Пустош (Ленський район)
Пустош (рос. Пустошь) — присілок в Ленському районі Архангельської області Російської Федерації.
Населення становить 7 осіб. Входить до складу муніципального утворення Сафроновське поселення.

## Історія
Від 2004 року входить до складу муніципального утворення Сафроновське поселення.

## Населення
| 2002 | 2010 | 2012 |
| ---- | ---- | ---- |
| 7    | →7   | →7   |